# Giải César cho phim tài liệu hay nhất
Giải César cho phim tài liệu hay nhất là một giải César dành cho một phim tài liệu được bầu chọn là hay nhất. Giải này được lập ra từ năm 2007.
Dưới đây là danh sách các phim đoạt giải:
- 2007: Dans la peau de Jacques Chirac của Karl Zéro & Michel Royer
- 2008: L'Avocat de la terreur của Barbet Schroeder
- 2009: Les Plages d'Agnès của Agnès Varda
  - Elle s'appelle Sabine của Sandrine Bonnaire
  - J'irai dormir à Hollywood của Antoine de Maximy
  - Tabarly của Pierre Marcel
  - La Vie moderne của Raymond Depardon
- 2010: L'Enfer d'Henri-Georges Clouzot de Serge Bromberg et Ruxandra Medrea
  - La Danse de Frederick Wiseman
  - Himalaya, le chemin du ciel de Marianne Chaud
  - Home de Yann-Arthus Bertrand
  - Ne me libérez pas, je m'en charge de Fabienne Godet
- 2011: Ωcéans de Jacques Perrin et Jacques Cluzaud
  - Benda Bilili! de Florent de La Tullaye et Renaud Barret
  - Cleveland contre Wall Street de Jean-Stéphane Bron
  - Entre nos mains de Marianne Otero
  - Yves St Laurent Pierre Bergé, l'amour fou de Pierre Thoretton
- 2012: Tous au Larzac de Christian Rouaud
  - Le Bal des menteurs de Daniel Leconte
  - Crazy Horse de Frederick Wiseman
  - Ici on noie les Algériens de Yasmina Adi
  - Michel Petrucciani de Michael Radford
- 2013: Les Invisibles de Sébastien Lifshitz
  - Bovines ou la vraie vie des vaches d'Emmanuel Gras
  - Duch, le maître des forges de l'enfer de Rithy Panh
  - Journal de France de Claudine Nougaret et Raymond Depardon
  - Les Nouveaux Chiens de garde de Gilles Balbastre et Yannick Kergoat